# Kjell Holmström
Kjell Albrekt Oliver Holmström (Skellefteå, 8 luglio 1916 – Stoccolma, 14 marzo 1999) è stato un bobbista svedese.

## Biografia
Viene ricordato come vincitore di una medaglia di bronzo nella sua disciplina, ottenuta ai campionati mondiali del 1953 (edizione tenutasi a Garmisch-Partenkirchen, Germania) insieme ai suoi connazionali Walter Aronsson, Nils Landgren e Jan Lapidoth
Totalizzarono un tempo inferiore rispetto alla nazione tedesca e a quella statunitense.